# 이이지마 리쿠
이이지마 리쿠(일본어: 飯島 陸, 1999년 11월 17일~)는 일본의 축구 선수이다.

## 구단 경력
그는 2022년 J2리그의 방포레 고후에 입단했다. 2022년에 천황배 우승을 차지했다. 2024년까지 45경기에 출전하여, 3득점을 넣었다. 2025년 J3리그의 후쿠시마 유나이티드 FC로 이적했다.